# Preußische T 15
Die T 15 der Preußischen Staatseisenbahnen waren Güterzugtenderlokomotiven mit der Achsfolge E.

## Bauart Hagans
Konzipiert waren die Loks für die Steigungsstrecken in Thüringen und Schlesien, auf denen sich dreifach gekuppelte Loks als zu schwach erwiesen hatten. Die Maschinenfabrik Christian Hagans aus Erfurt entwickelte eine fünffach gekuppelte Lok mit geteiltem Rahmen. Im Hauptrahmen befanden sich die drei vorderen Treibachsen, während die hinteren zwei in einem drehbar gelagerten Gestell gelagert waren und über ein speziell entwickeltes Hebelwerk von den vorderen Achsen angetrieben wurden. Die T 15 hatten eine innenliegende Steuerung und einen Stehkessel mit überhöhter Decke.
Da man mit den Leistungen der Lok zufrieden war, bestellte man insgesamt 92 Exemplare. Gefordert wurde, auf der Strecke mit einer Steigung von 33 ‰ und Radien von 200 m 200 Tonnen schwere Züge mit einer Geschwindigkeit von mindestens 15 km/h zu ziehen. Alle Lokomotiven wurden von der Firma Henschel in den Jahren 1897 bis 1905 gebaut, da die Firma Hagans keine ausreichende Kapazität für eine so große Lokomotive hatte. Eine der Lokomotiven war an der Weltausstellung 1900 in Paris zu sehen.
Die meisten Maschinen haben den Ersten Weltkrieg überstanden, elf Exemplare wurden im Zuge von Reparationsleistungen nach Frankreich und Belgien abgegeben. Einige der Loks sollten bei der Deutschen Reichsbahn gemäß Umzeichnungsplan noch als Baureihe 94.70 eingereiht werden. Wegen zügiger Beschaffung preußischer T 16 konnte jedoch auf die schwächeren und aufwändigeren T 15 frühzeitig
verzichtet werden.

## Bauart Koechy
Ein Einzelstück blieb die T 15 der Bauart Koechy, welche auch ein geteiltes Triebwerk hatte, dessen Konstruktion aber von dem der Hagans-T-15 abwich. Ansonsten entsprach diese T 15 der Bauart Hagans. Da die Laufeigenschaften aber sehr schlecht waren, wurde diese Bauart nicht weitergebaut. Die Lokomotive hatte zuerst die Nummer Cöln 1900, später Cöln 8001 und wurde 1922 ausgemustert.